# Söndag med
Söndag med är en svensk TV-dokumentärserie som hade premiär på SVT Play den 21 januari 2024. Första säsongen består av sex avsnitt.

## Om programmet
I sex avsnitt följer programmet sex kända kulturpersonligheter under en hel söndag. I programmet får man veta mer om vad som inspirerar dem, vad de är nyfikna på eller vilken kultur som de blir provocerad av.

## Medverkande (i urval)
- Avsnitt 1: Thomas Stenström
- Avsnitt 2: Amy Deasismont
- Avsnitt 3: Messiah Hallberg
- Avsnitt 4: Fatima Jelassi
- Avsnitt 5: Jonas Hassen Khemiri
- Avsnitt 6: Ayan Ahmed